# Bosnische Franziskanerprovinz

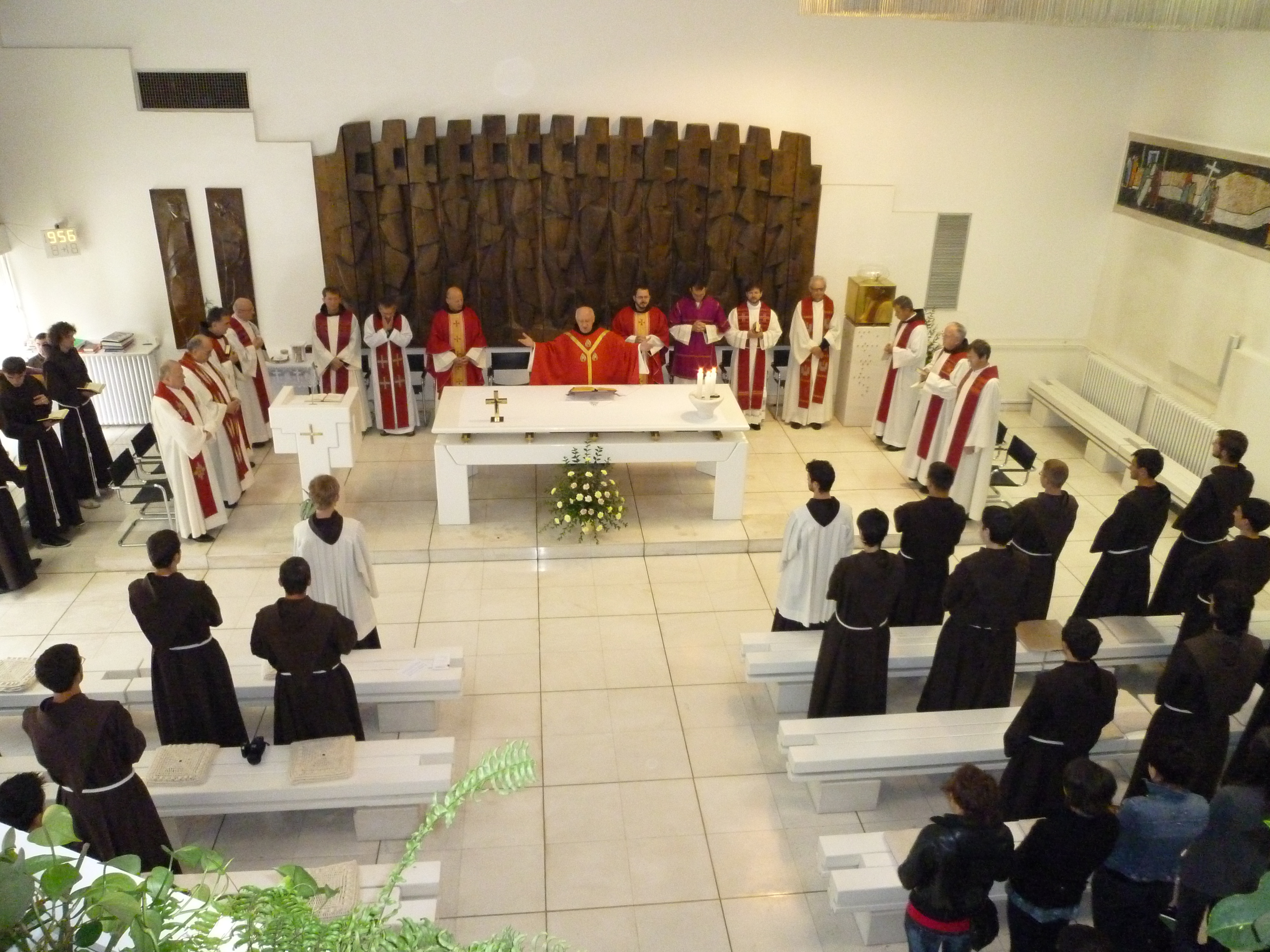
Feier zum Beginn des akademischen Jahres 2010/2011 der Franziskanischen Theologischen Fakultät in Sarajevo

Die Franziskaner (OFM) wirken seit dem 13. Jahrhundert in Bosnien und auch der Herzegowina und sind in der Franziskanerprovinz von der Erhöhung des Heiligen Kreuzes – Silbernes Bosnien (lateinisch Provincia Ordinis Fratrum Minorum Exaltationis S. Crucis – Bosna Argentina; kroatisch Franjevačka provincija Sv. Križa – Bosna Srebrena) organisiert. Der Sitz des Provinzials ist heute in Sarajevo.
Die Franziskaner lösten ab den 1430er-Jahren die Dominikaner als Inquisitoren und Missionare in Bosnien ab. Die Mission der Franziskaner erwies sich als erfolgreicher und es gelang ihnen die Angehörigen der Bosnischen Kirche zu (re)katholisieren. Tief mit Bosnien verwurzelt gelang es den Franziskanern zusammen mit Kaufleuten aus Dubrovnik und deutschen („sächsischen“) Bergleuten eine mittelalterliche Stadtkultur zu entwickeln, die aufgrund der Eroberung durch die Osmanen im Jahr 1463 nicht ausreifen konnte.
Der Franziskanerorden hatte vom 15. bis 19. Jahrhundert einen bedeutenden Einfluss auf das religiöse und politische Leben der Kroaten in Bosnien und Herzegowina, in Dalmatien und Slawonien, den er teils noch heute ausübt. Franziskaner der Provinz sind in 82 Pfarrgemeinden tätig, überwiegend in Bosnien-Herzegowina aber auch in Kroatien, Serbien und im Kosovo. Einige arbeiten seelsorgerlich in Albanien, Australien, Belgien, Deutschland, Frankreich, Italien, Marokko, den Niederlanden, Österreich und Ruanda.

## Geschichte

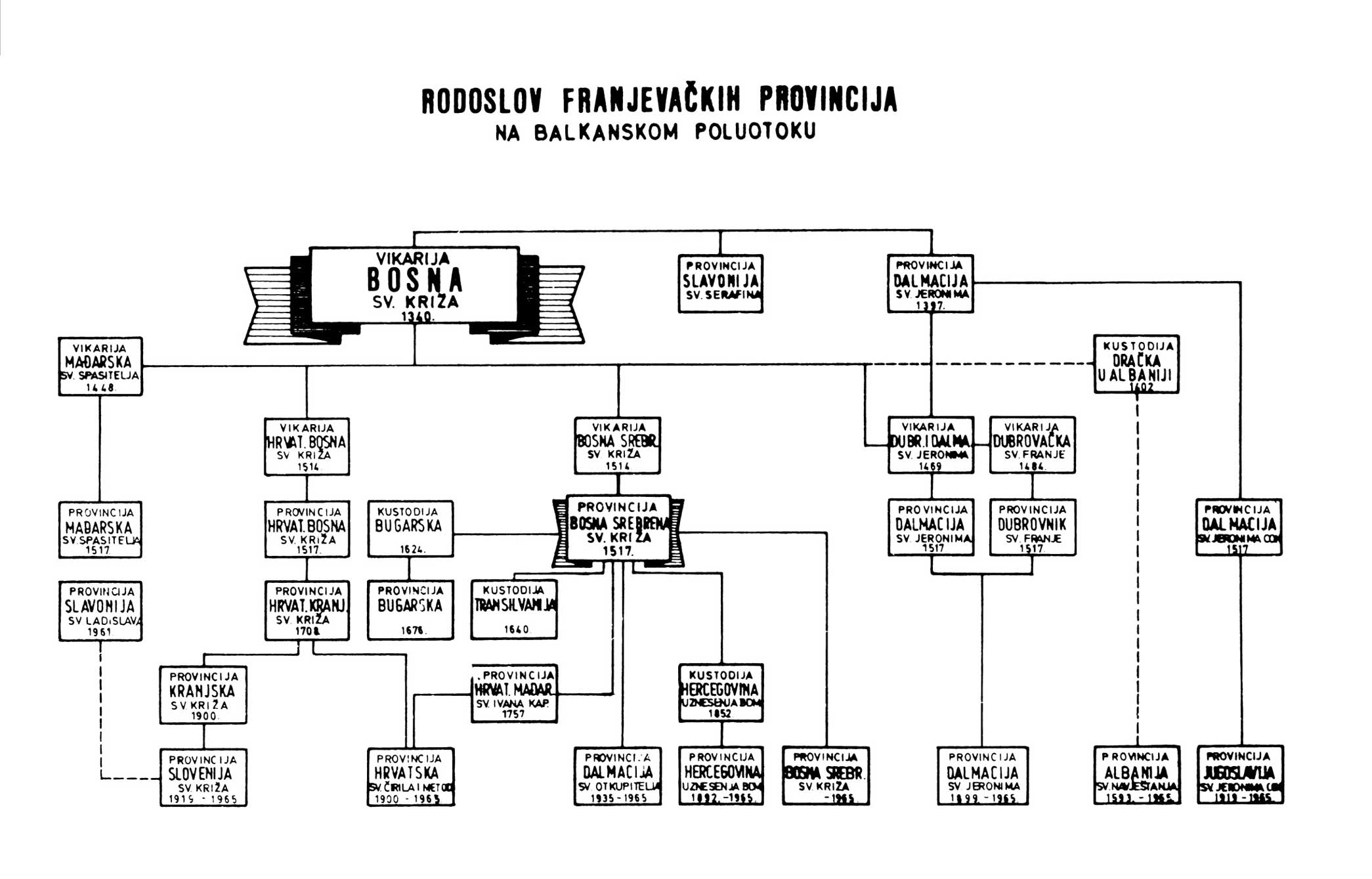
„Stammbaum“ der Franziskanerprovinzen in Bosnien

Die ersten Minderbrüder („Minoriten“) des 1210 gegründeten Franziskanerordens kamen im Jahr 1291 nach Bosnien. Der erste Konvent der Franziskaner wurde in Srebrenica errichtet. Daher nannte der Orden das Land seines Wirkens Bosna Srebrenika oder Bosna Srebrena. Im Gebiet um Srebrenica wurde seinerzeit reiche Silber-Vorkommen abgebaut.
Zu Beginn waren die Brüder größtenteils Deutsche, Ungarn und Italiener. Wegen der Förderung der Gründung durch lokale Adelige überwogen später einheimische Brüder. Der regierende Ban von Bosnien, Stjepan II. Kotromanić schrieb dem Papst im April 1347, nachdem er in die römisch-katholische Kirche eingetreten war. In seinem Brief bat er den Papst, ihm bei der Suche nach erfahrenen Priestern für Bosnien zu helfen. Kotromanić wünschte, dass die Brüder die Landessprache sprechen können. Gegen Ende des 14. Jahrhunderts hatte die Bosnische Vikarie (Bosanske vikarije) 35 Klöster, die in sieben Kustodien organisiert waren. 1514 wurde die Vikarie in die bosnisch-kroatische Vikarie (Bosnu-Hrvatsku) und die Bosna Argentina (Bosnu Srebrenu) geteilt. Beide Vikarien wurden 1517 zu Provinzen erhoben.
Nach der Eroberung Bosniens durch das osmanische Reich erstreckte sich die Provinz der Franziskaner von Dalmatien im Süden bis Buda im Norden und Temesvár im Osten. Der Orden wirkte in den Städten Šibenik, Skradin, Knin, Sinj, Vrlika, Makarska, Zaostrog, Imotski, Rama, Fojnica, Olovo, Srebrenica, Kreševo, Mostar, Tuzla, Modriča, Požega, Đakovo, Udbina, Gračac, Kostajnica, Našice, Vinkovci, Osijek, Pécs und Budapest.

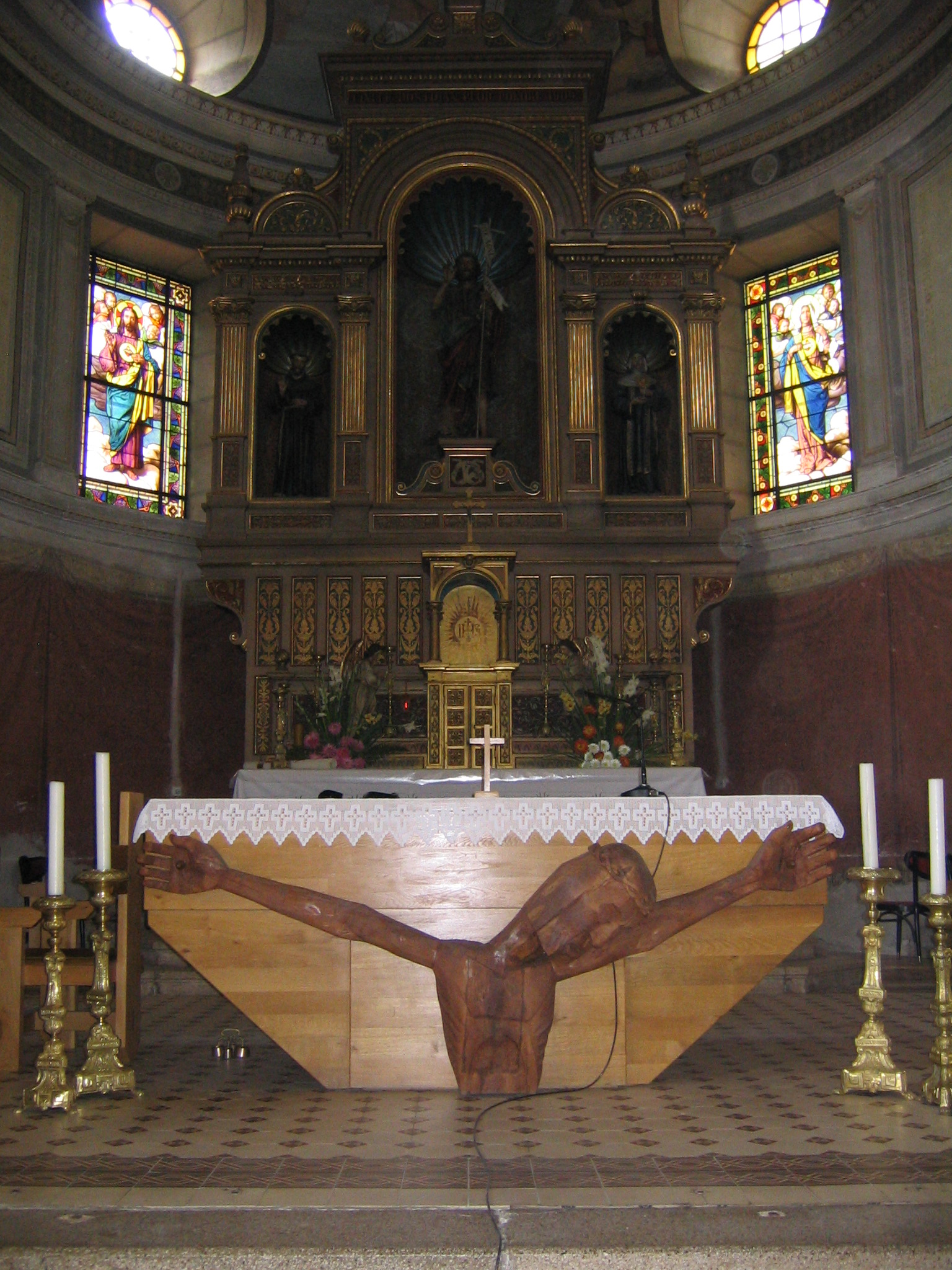
Altar im Franziskanerkloster von Kraljeva Sutjeska

Der Konvent von Kraljeva Sutjeska („Königsschlucht“) wurde 1385 erstmals schriftlich erwähnt. In dieser Region waren die Franziskaner über einen langen Zeitraum die einzigen Seelsorger und Lehrkräfte für das einfache Volk. Ab Anfang des 17. Jahrhunderts entfalteten die Franziskaner in Bosnien eine reiche literarische Tätigkeit in kroatischer Sprache. Im Lauf der Geschichte erreichten sie auf diese Weise die meisten Kroaten, die den štokavischen Dialekt, teilweise auch den čakavschen Dialekt sprachen. Dadurch leistete der Orden einen wichtigen Beitrag im Bereich der Bildung und Literatur und für den Erhalt des kroatischen Volkes im zum Osmanischen Reich gehörenden Bosnien.

## Bekannte Mitglieder der Provinz
- Anđeo Zvizdović (1420–1498), seliggesprochener Prediger
- Juraj Dragišić (1445–1520), Bischof, Theologe und Philosoph
- Matija Divković (1563–1631), Schriftsteller
- Pavao Posilović (1597–1657), Bischof
- Grgo Martić (1822–1905), Schriftsteller und Übersetzer
- Paškal Buconjić (1834–1910), Bischof
- Marijan Marković (1840–1912), Apostolischer Administrator
- Ivan Musić (1848–1888), Anführer eines Aufstandes gegen die Osmanen
- Alojzije Mišić (1859–1942), Provinzial und Bischof
- Josip Stjepan Garić (1870–1946), Bischof
- Miroslav Filipović (1915–1946), Militärgeistlicher und Kriegsverbrecher (laisiert)
- Bazilije Pandžić (1918–2019), Autor, Historiker, Archivar und Orientalist

## Klöster der Provinz

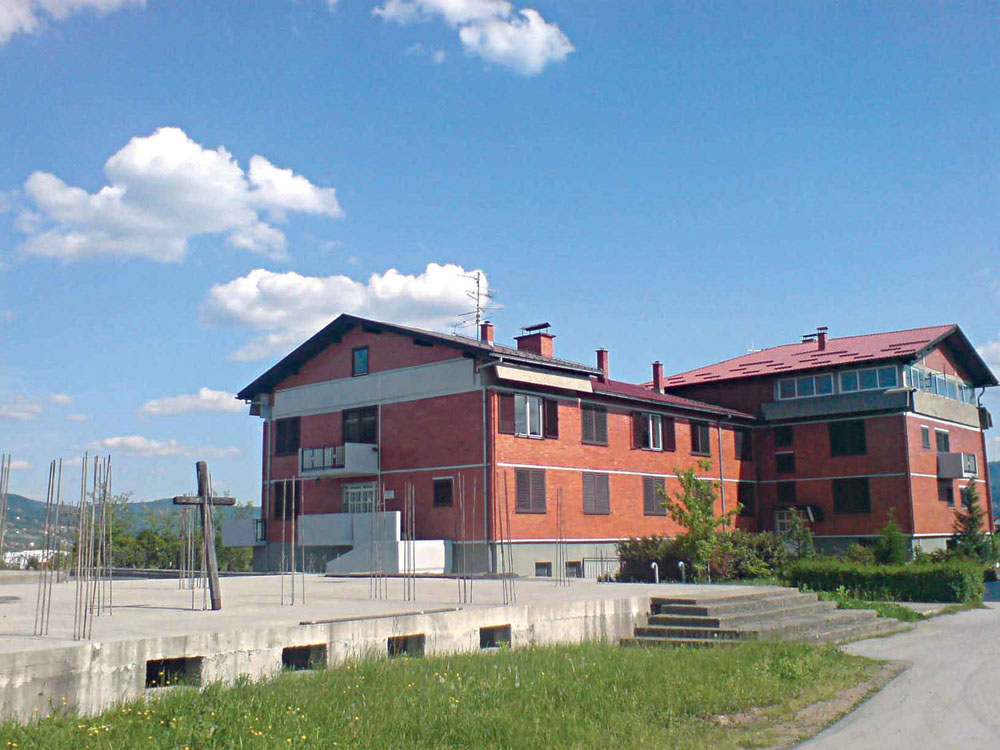
Banja Luka
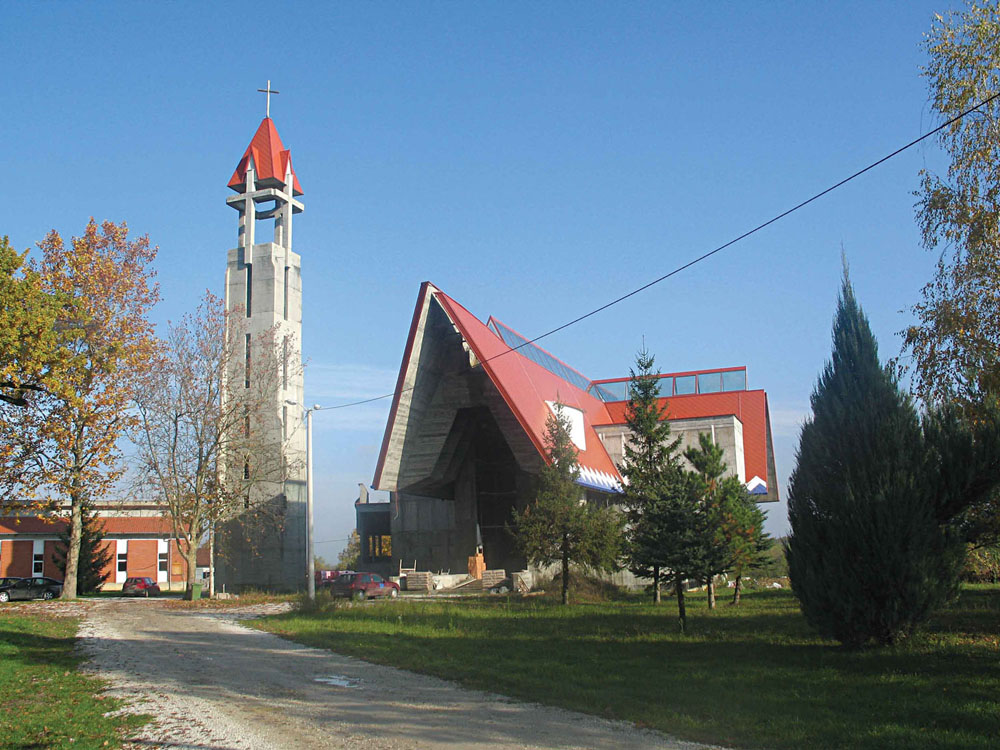
Dubrava
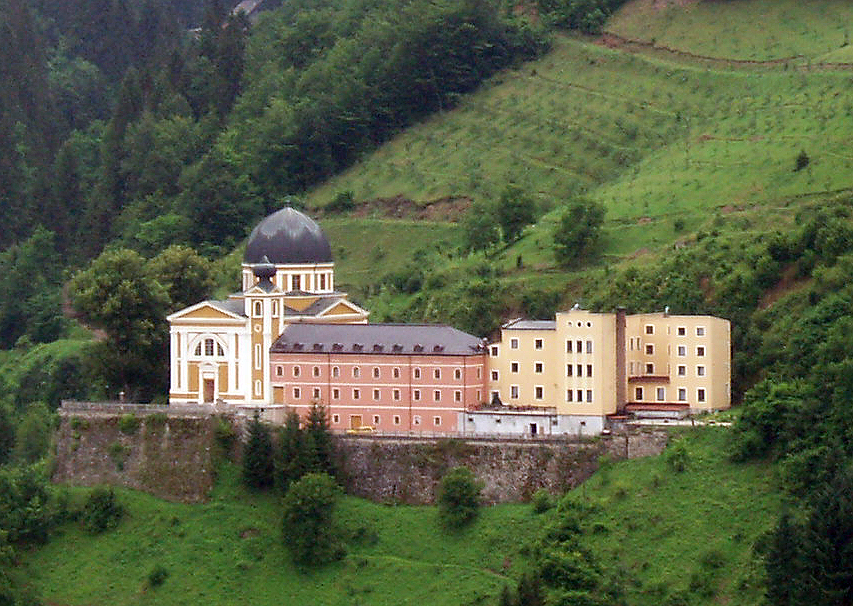
Fojnica
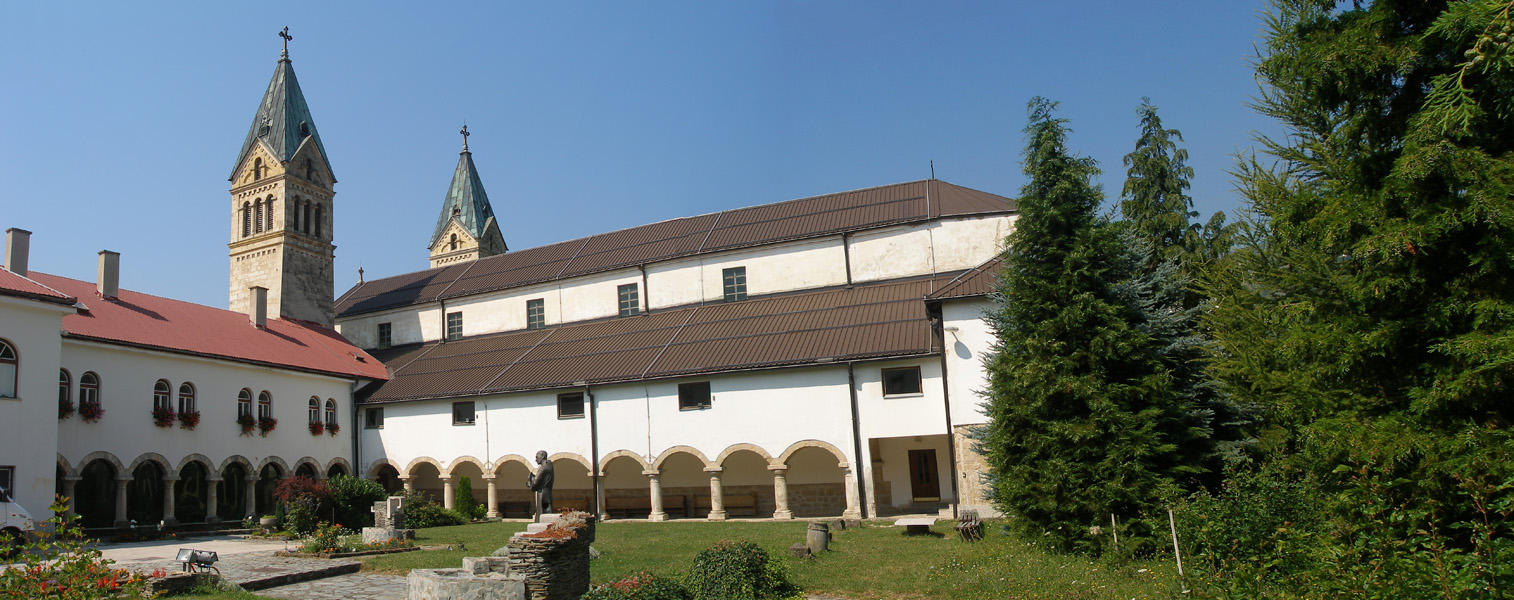
Guča Gora
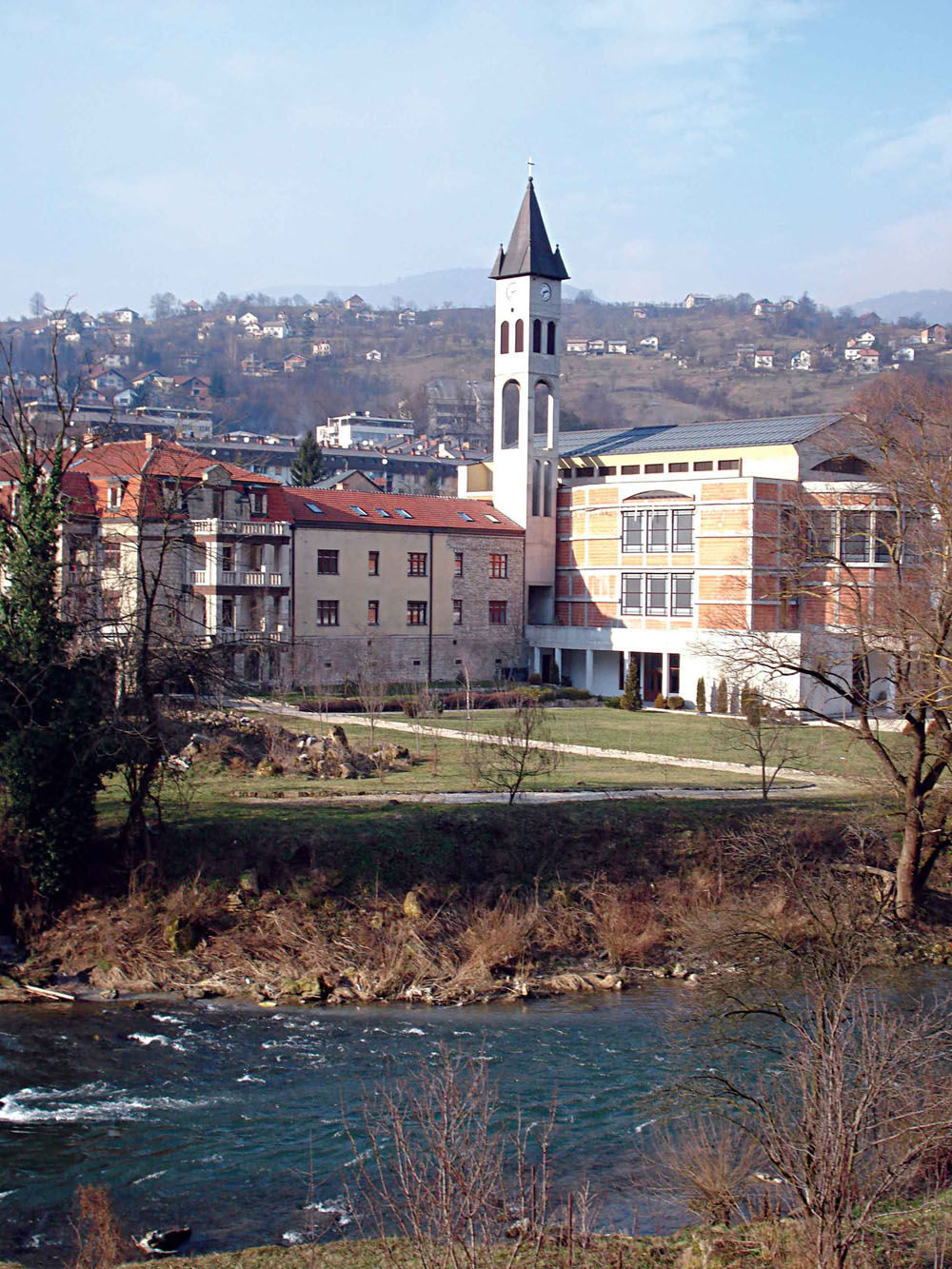
Jajce
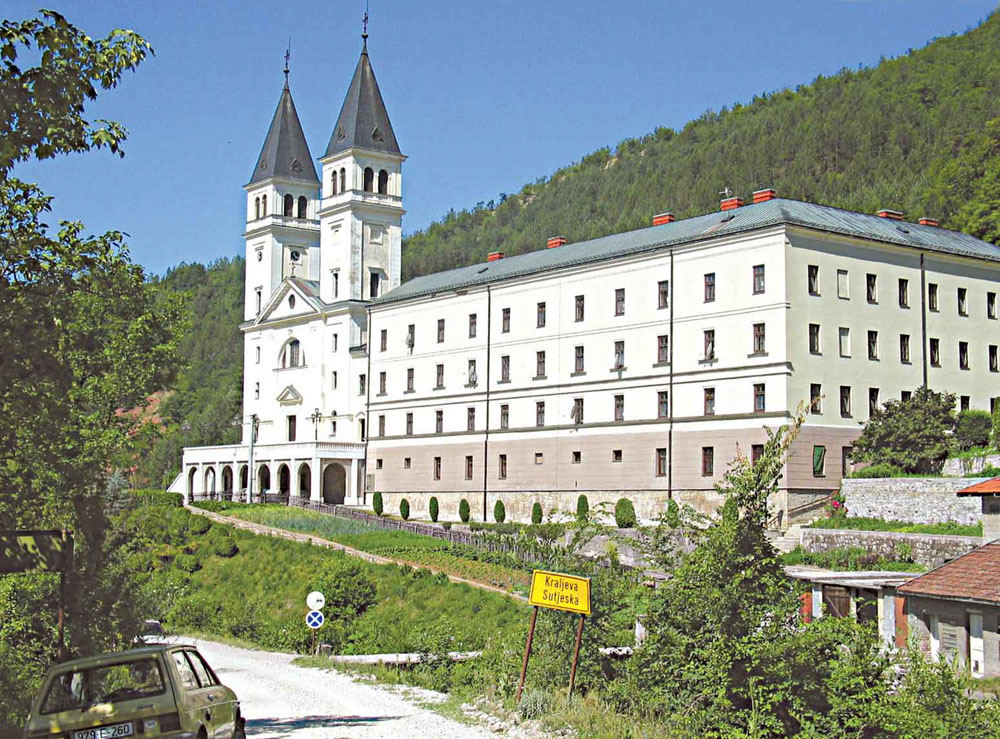
Kraljeva Sutjeska
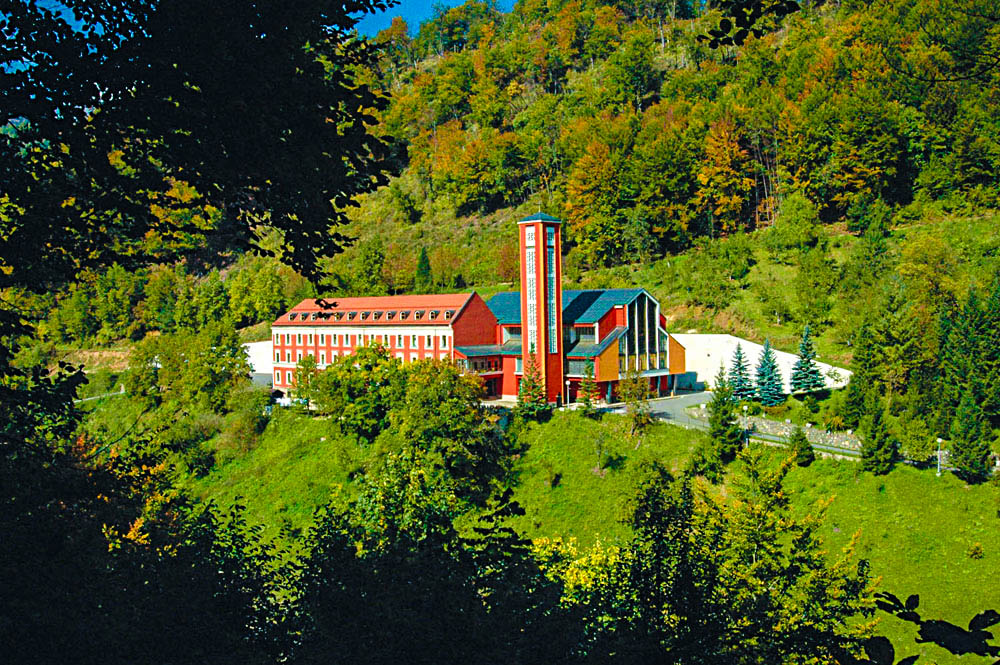
Kreševo
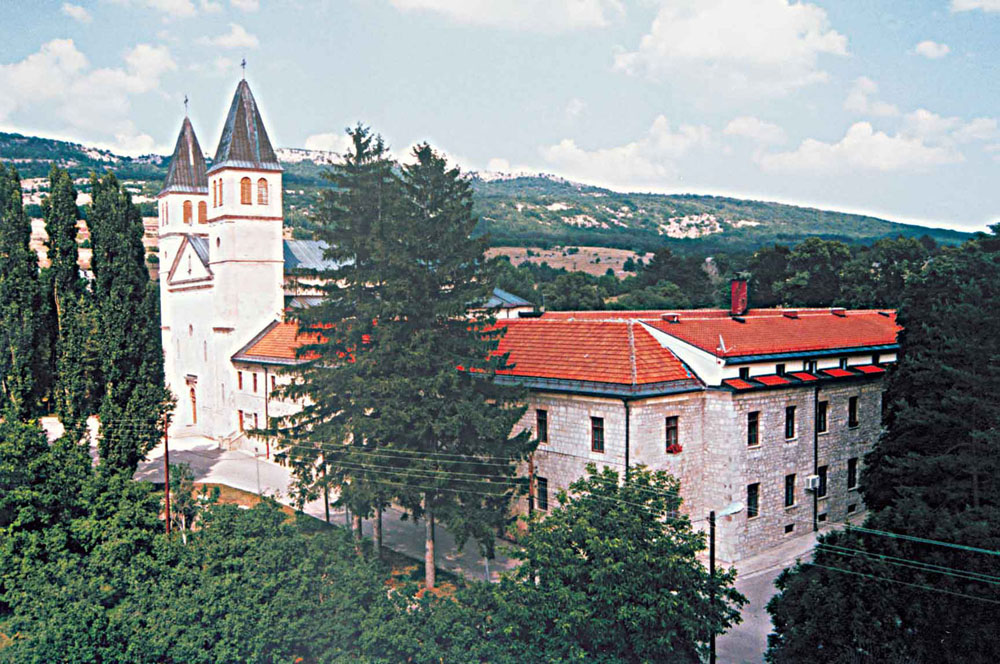
Livno
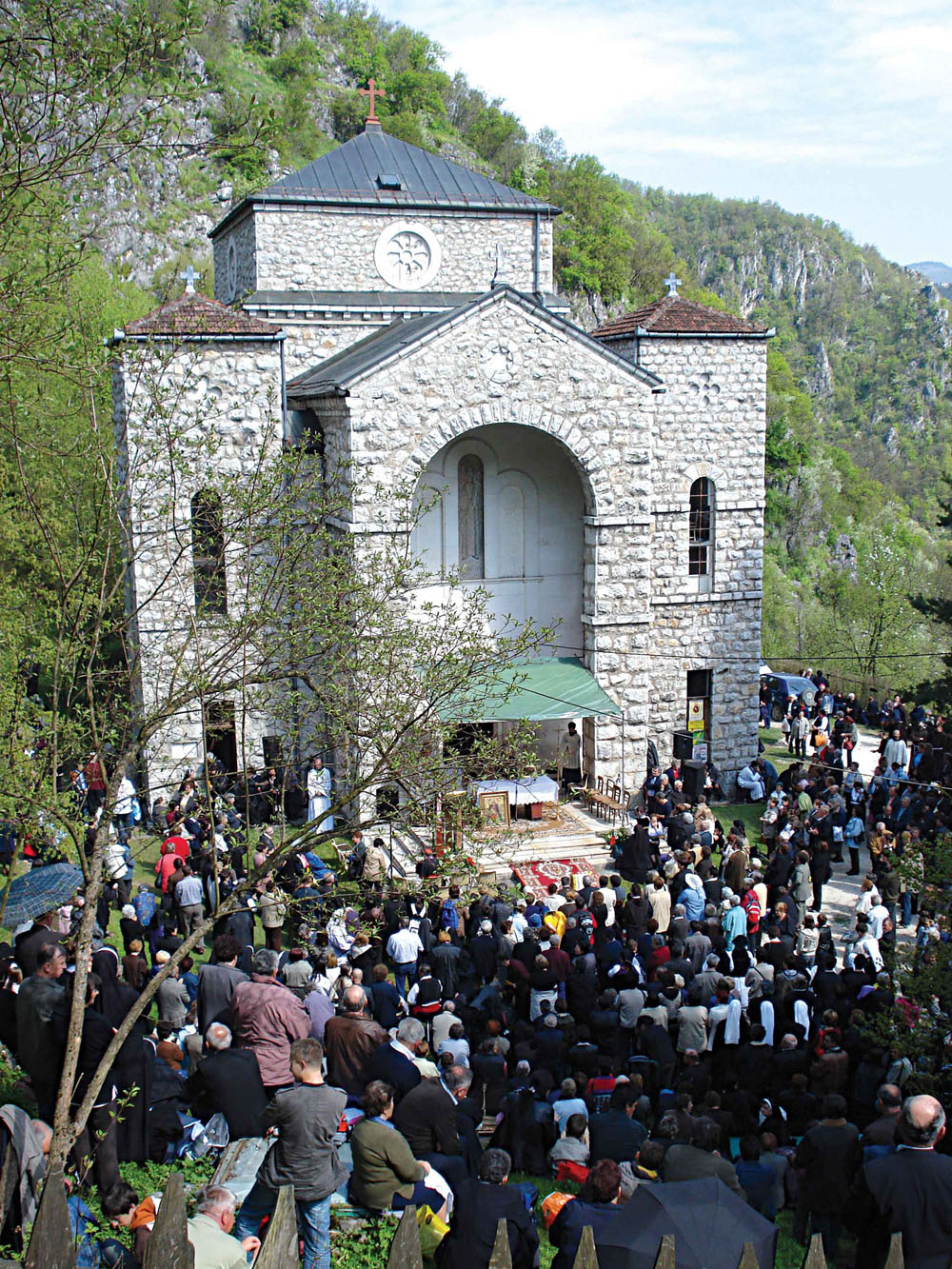
Olovo
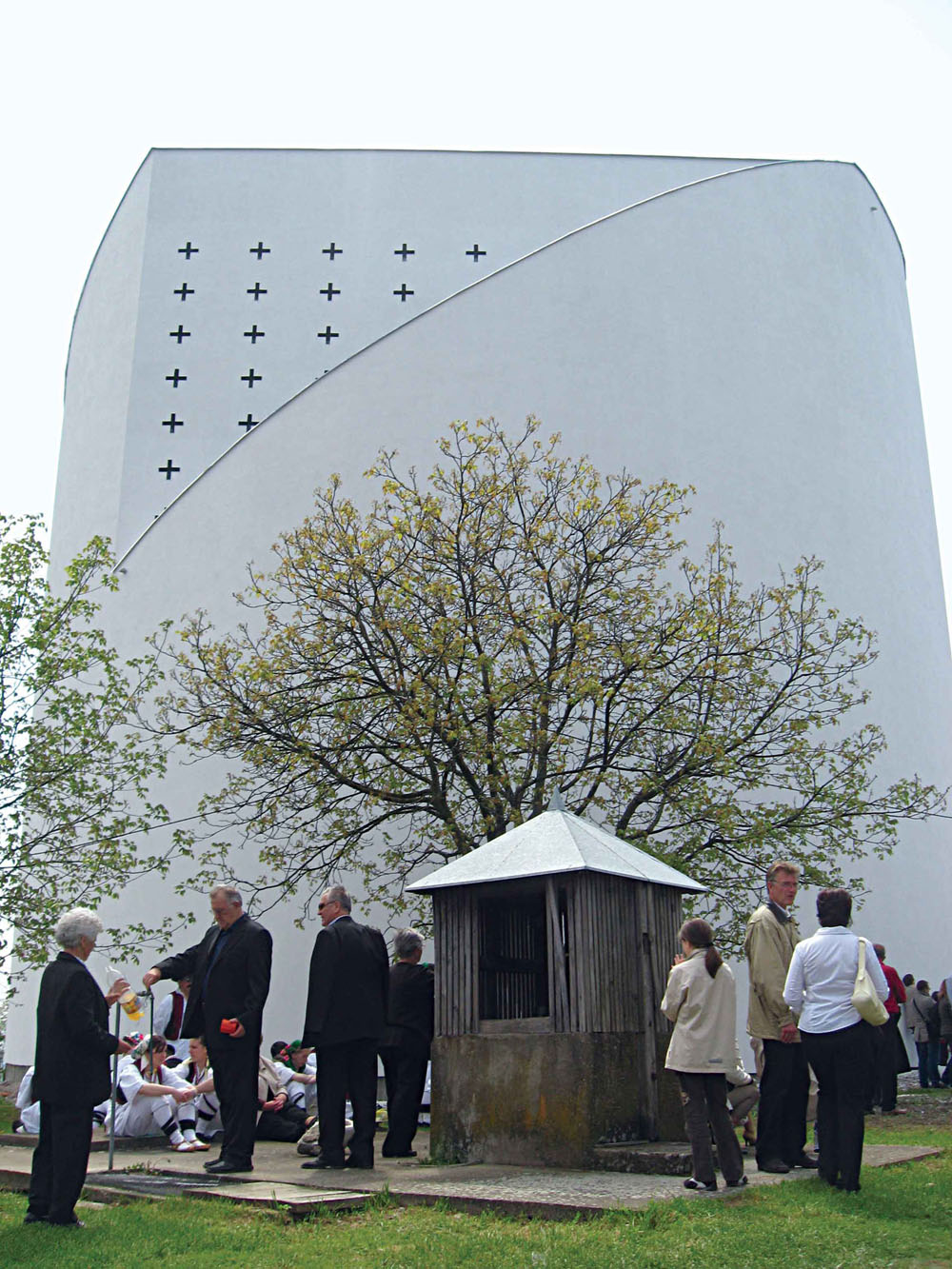
Plehan
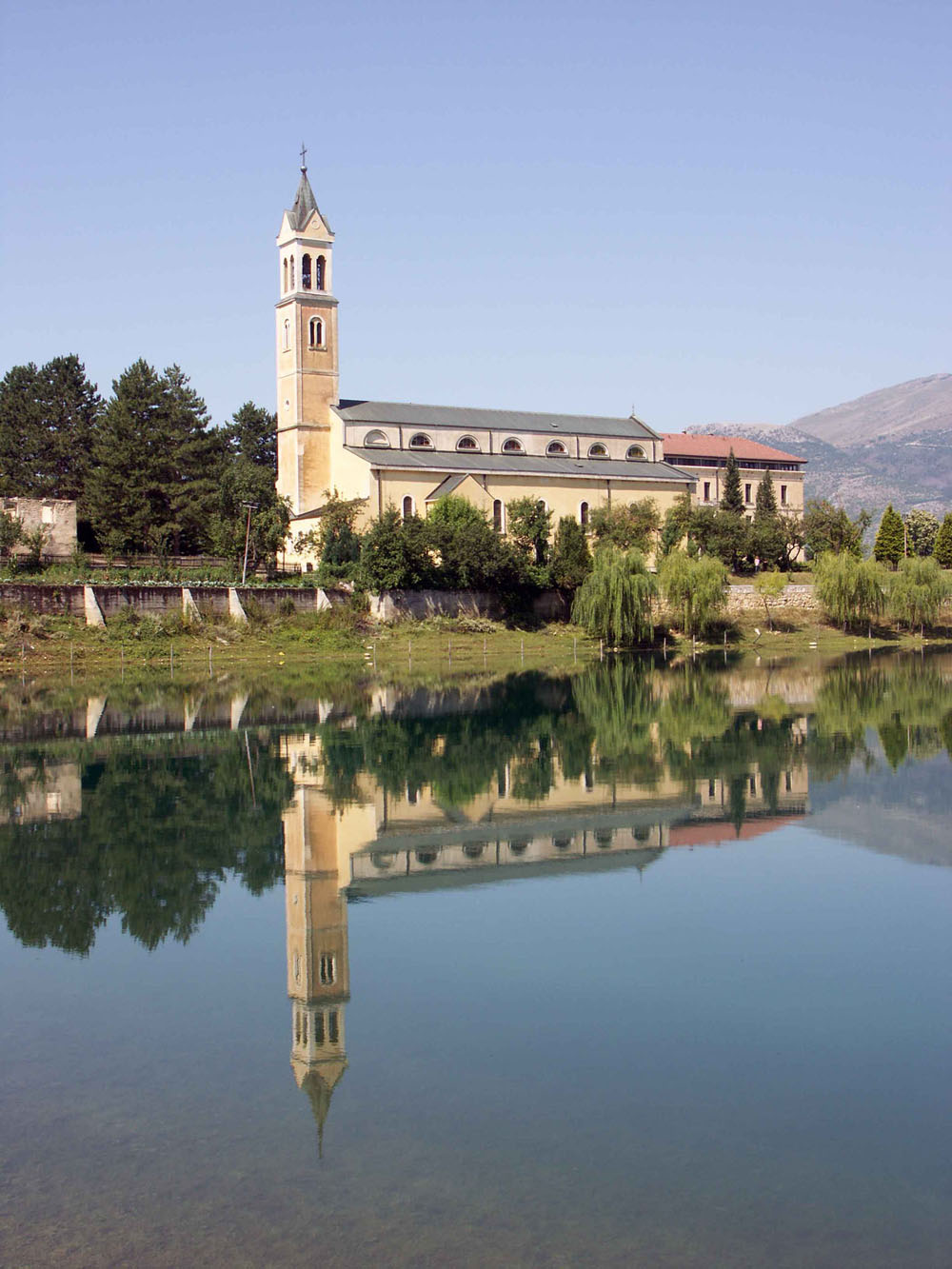
Rama-Šćit
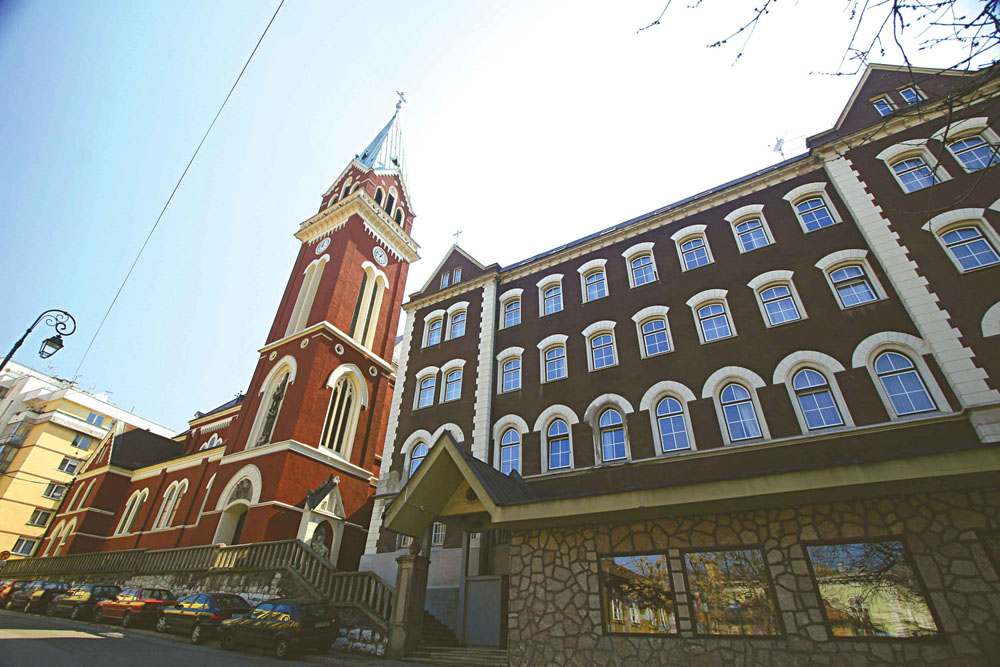
Sarajevo
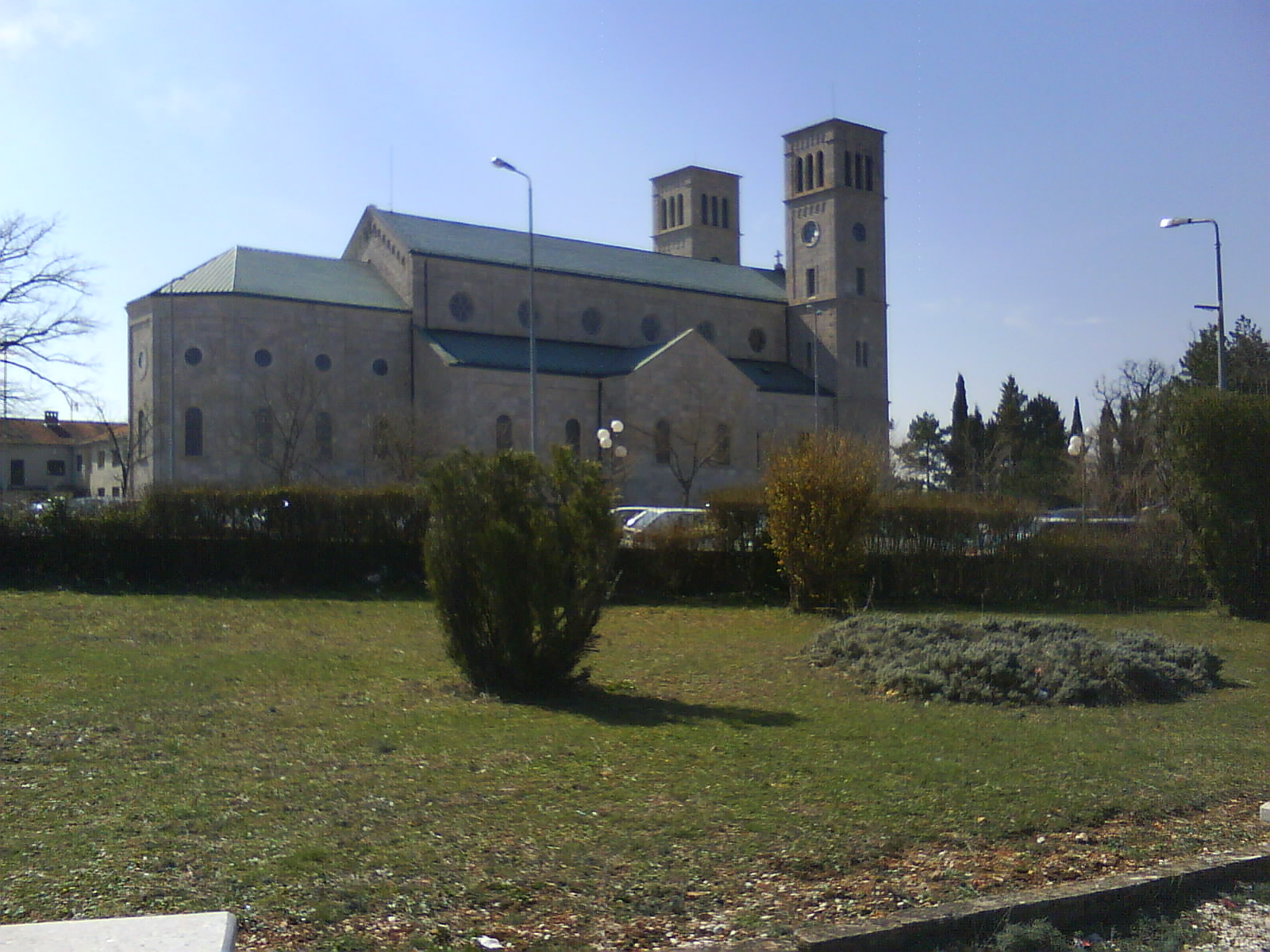
Široki Brijeg
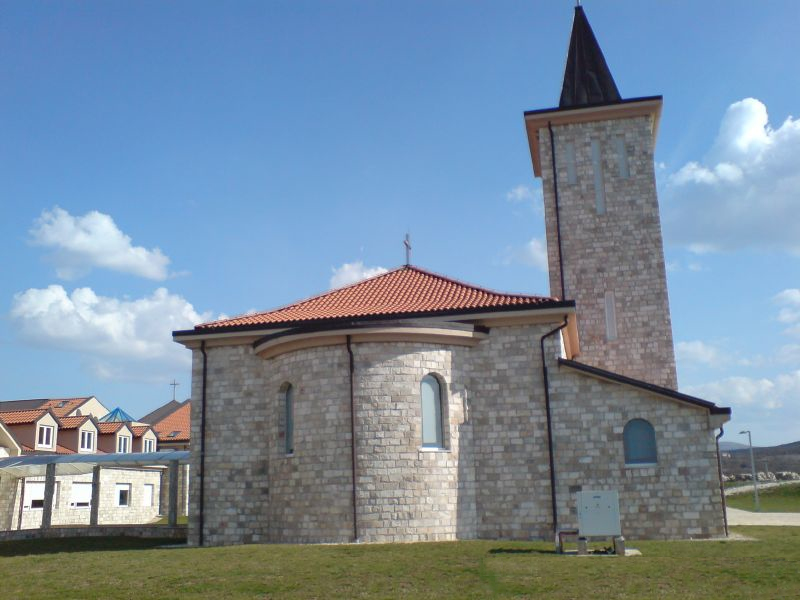
Tomislavgrad
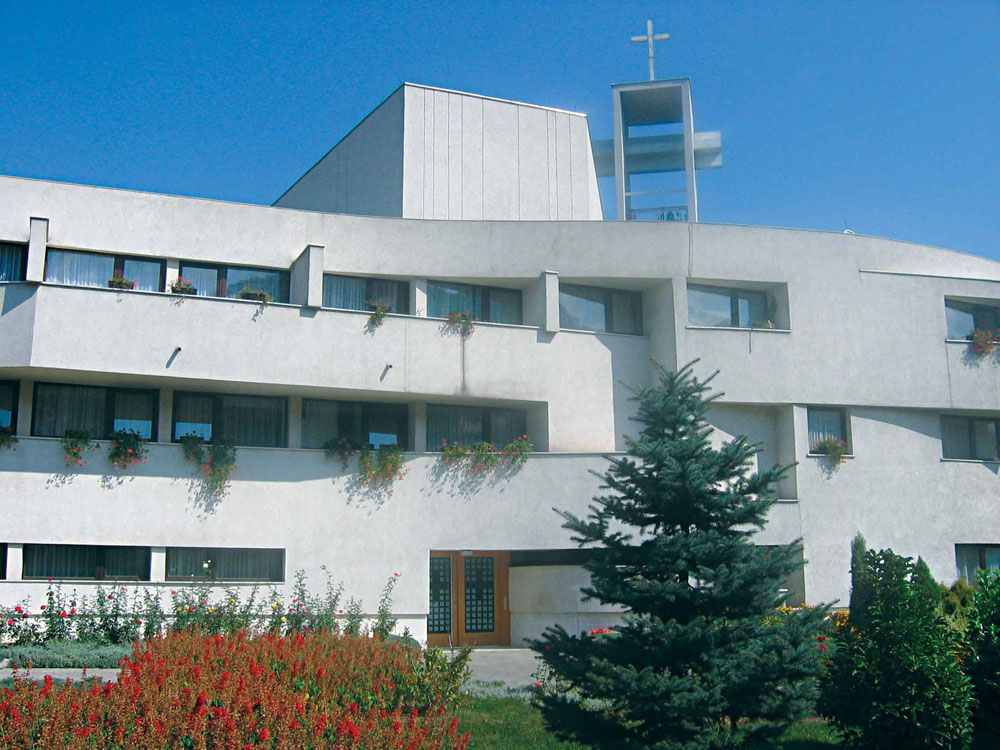
Tuzla
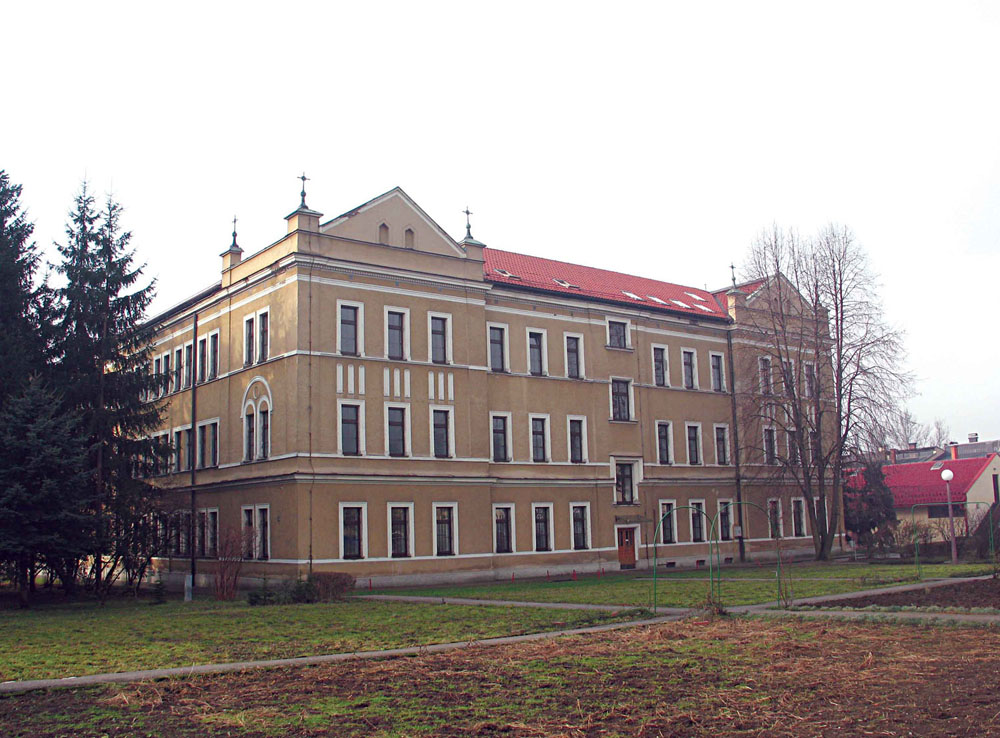
Visoko

## Karten

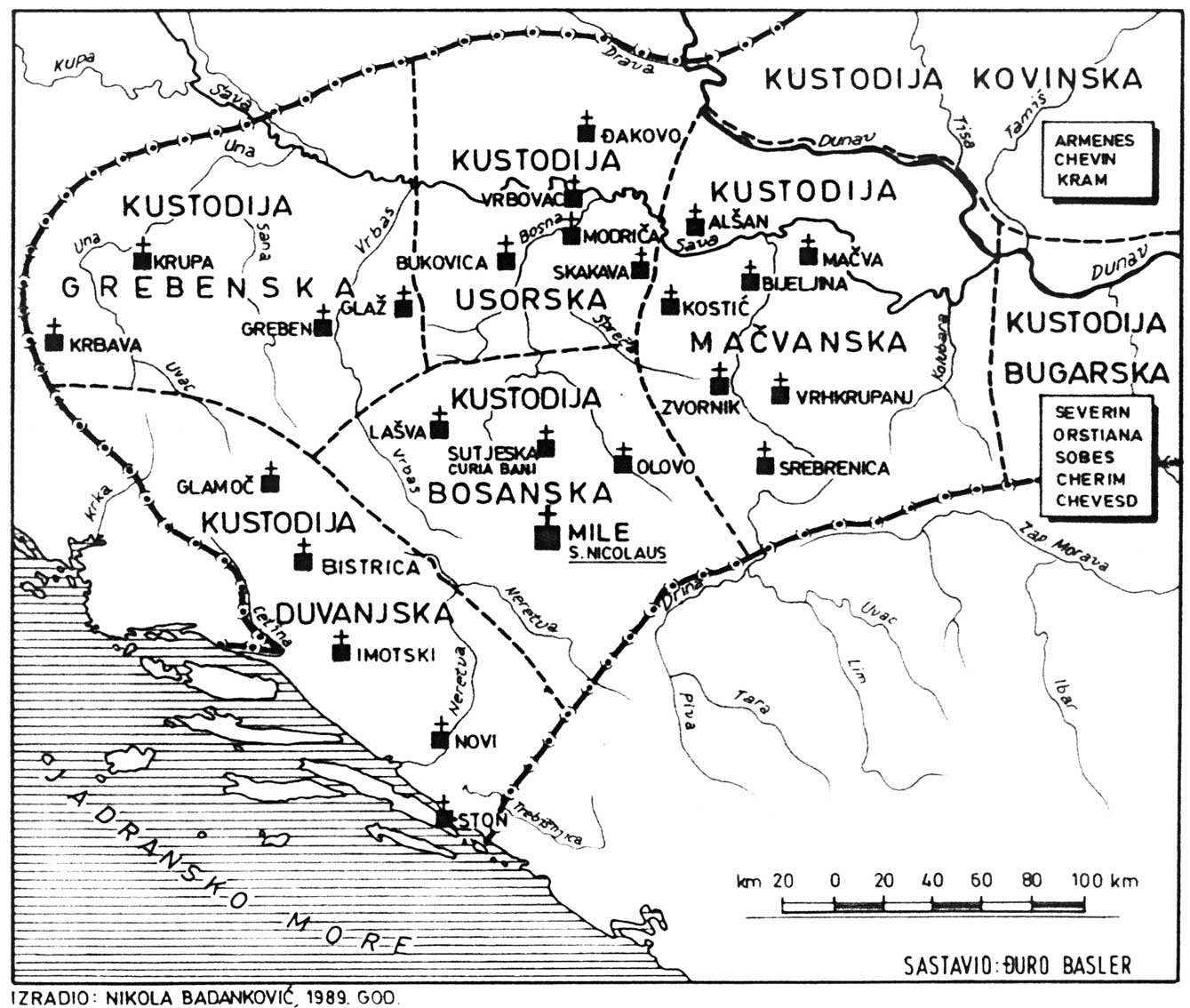
Bosnisches Vikariat (1375)
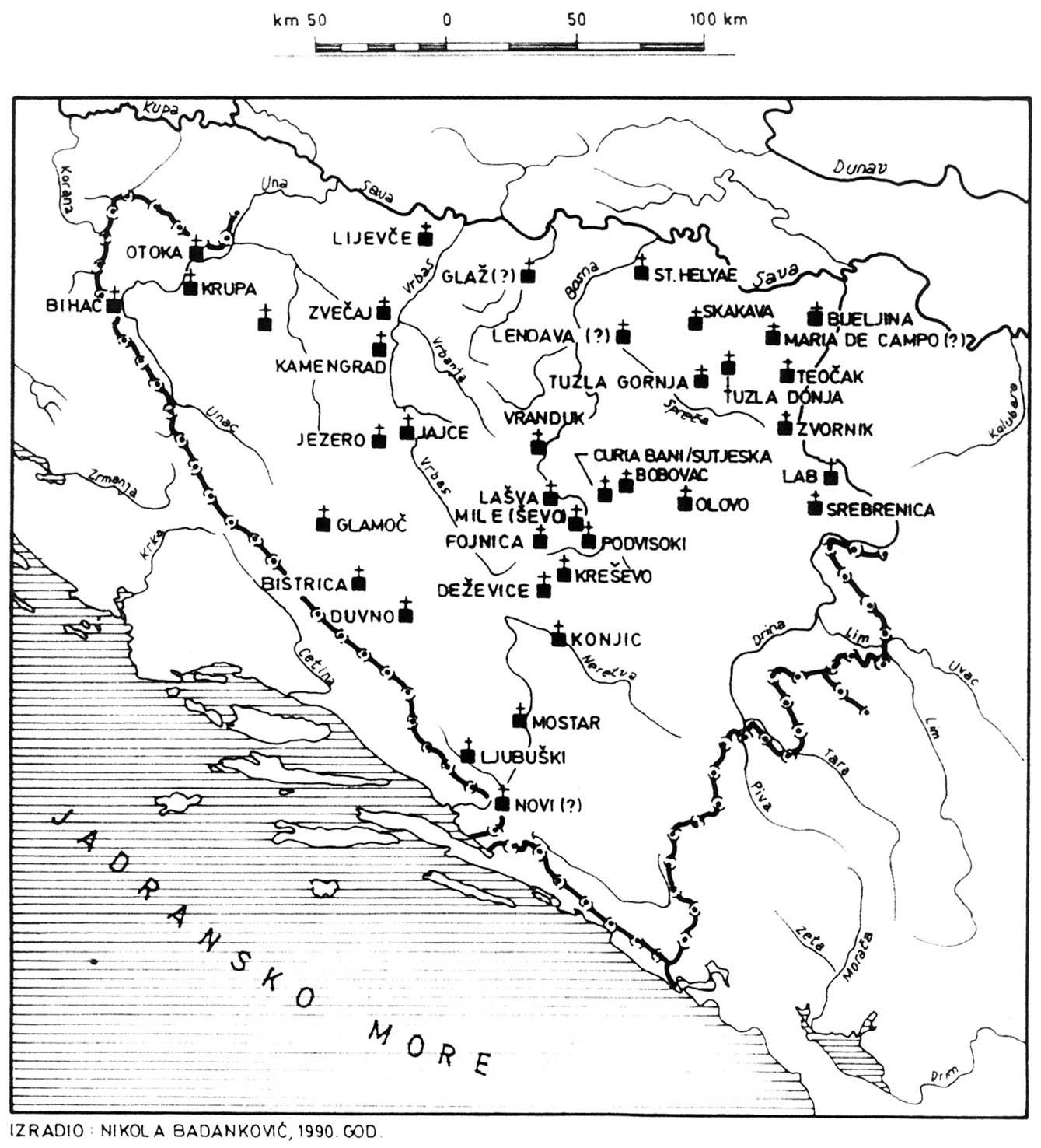
Franziskanische Konvente (15. Jhd.)
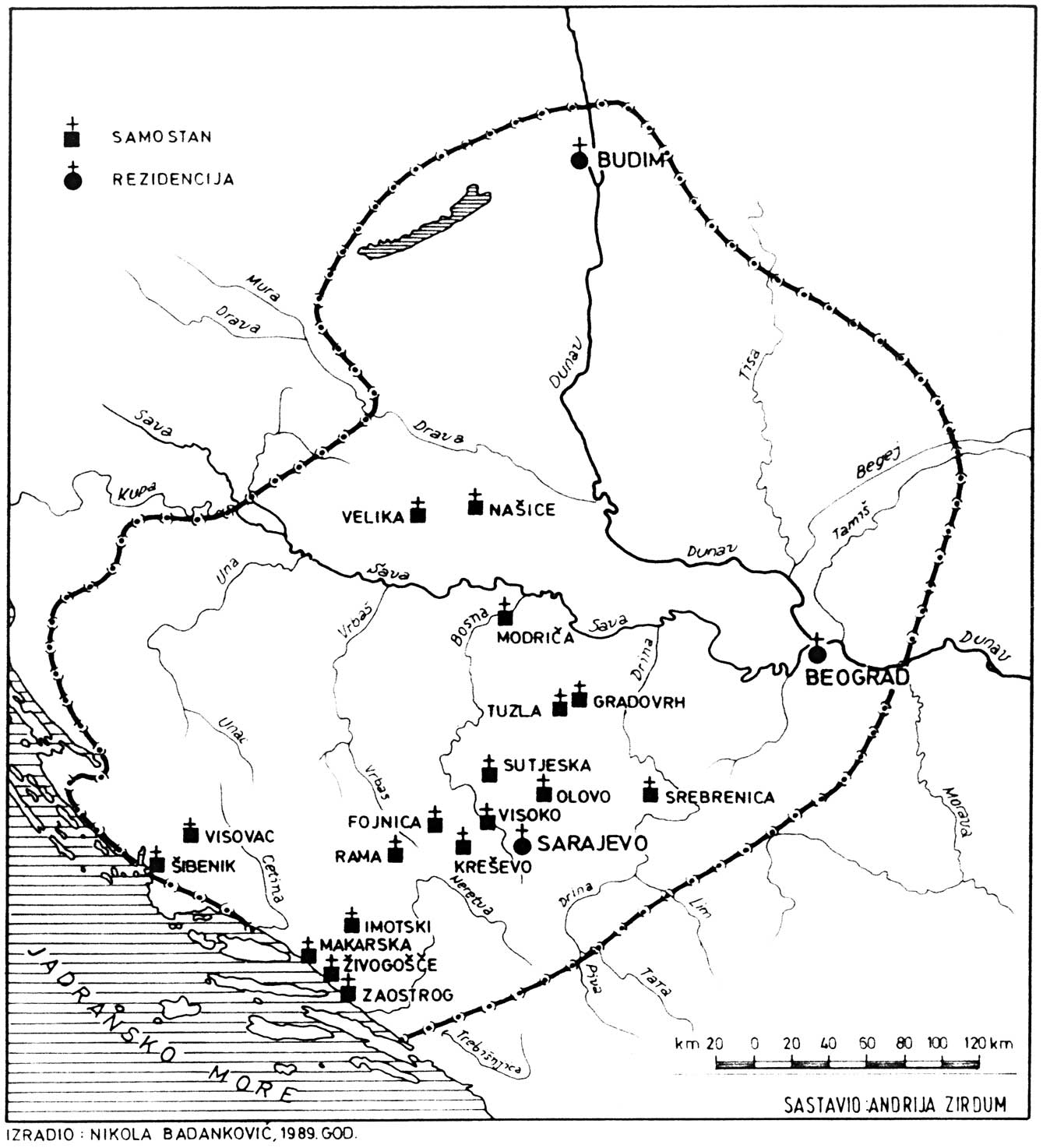
Bosna Srebrena (1679)
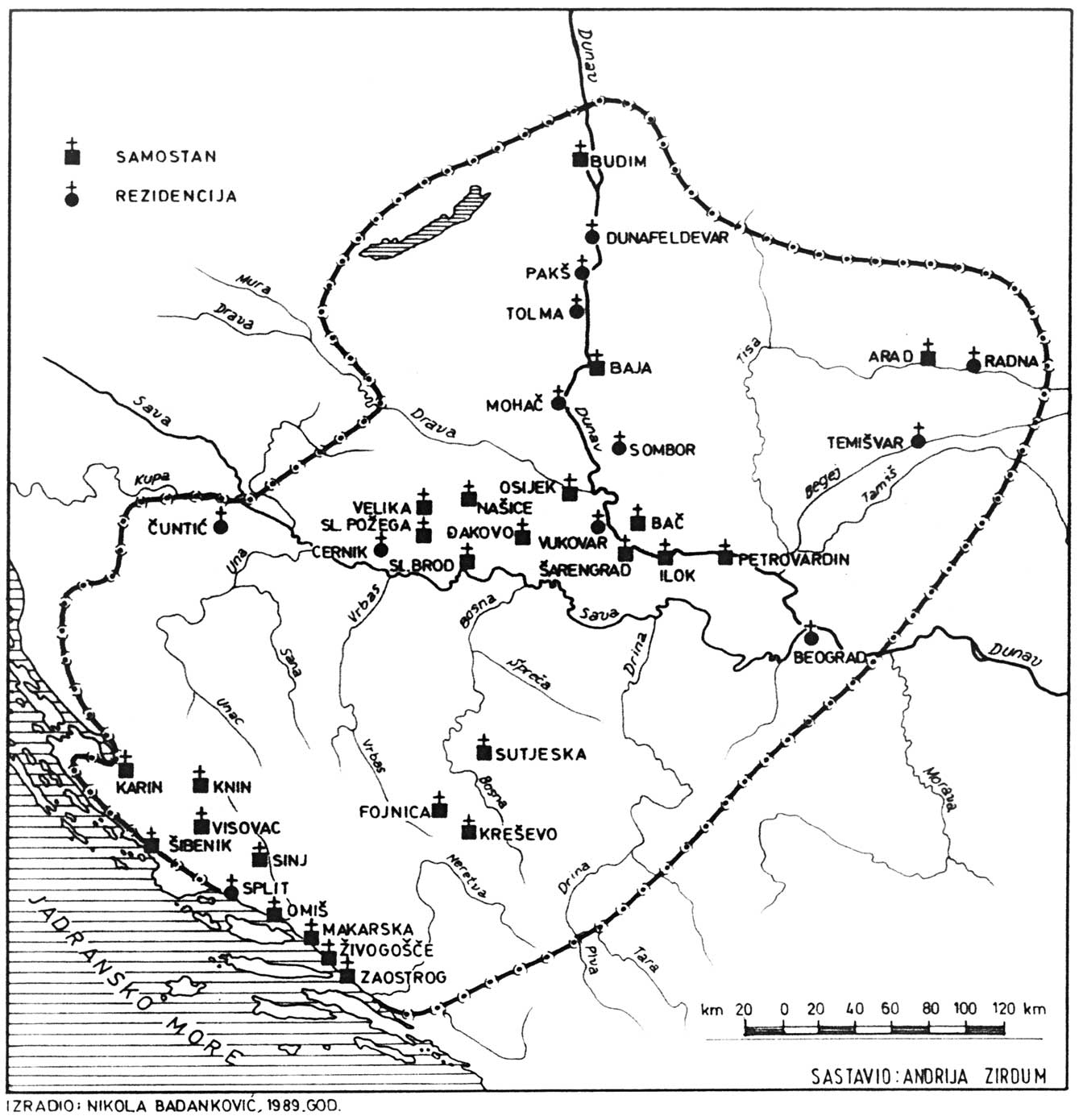
Bosna Srebrena (1729)
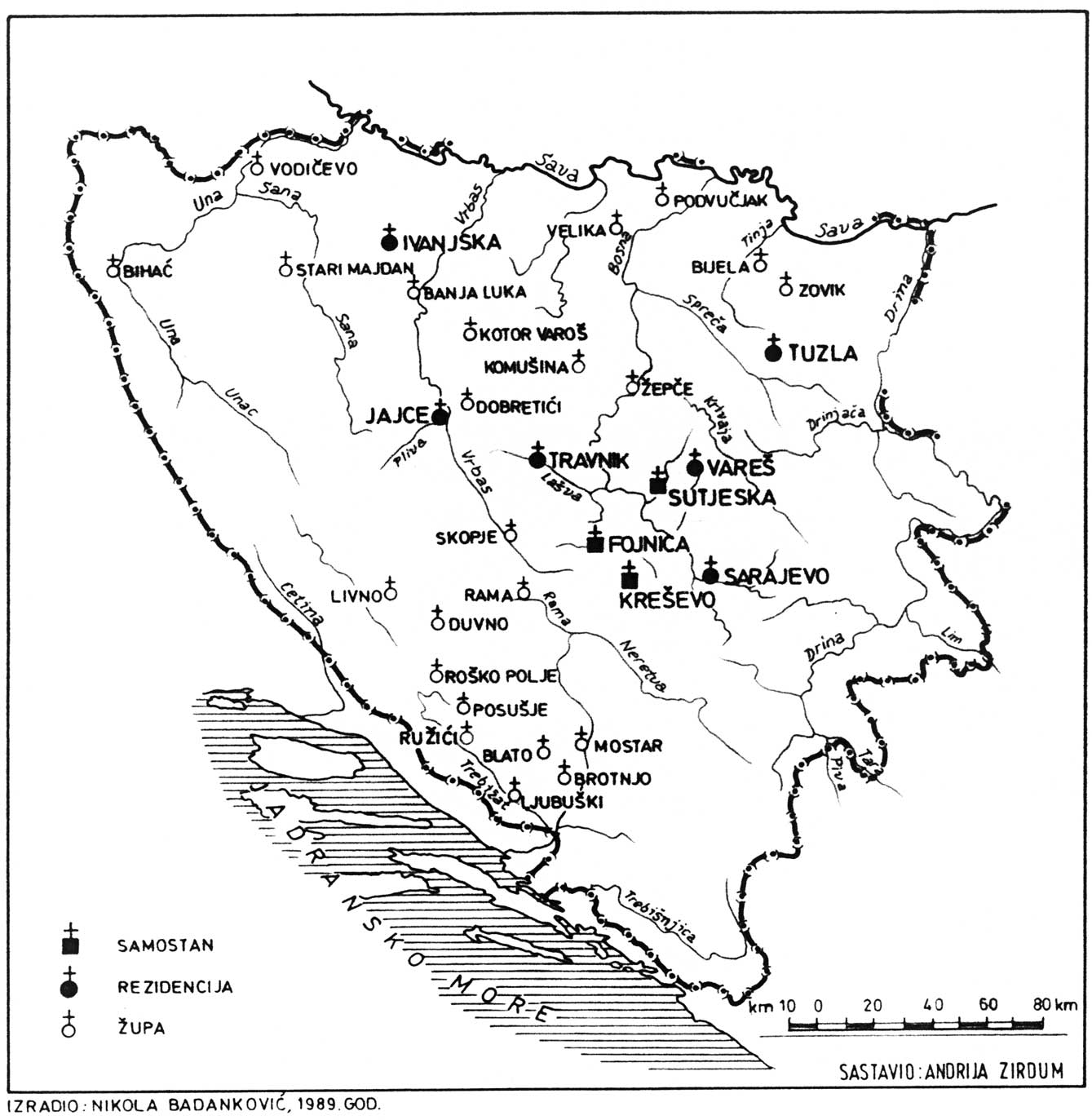
Bosna Srebrena (1762)
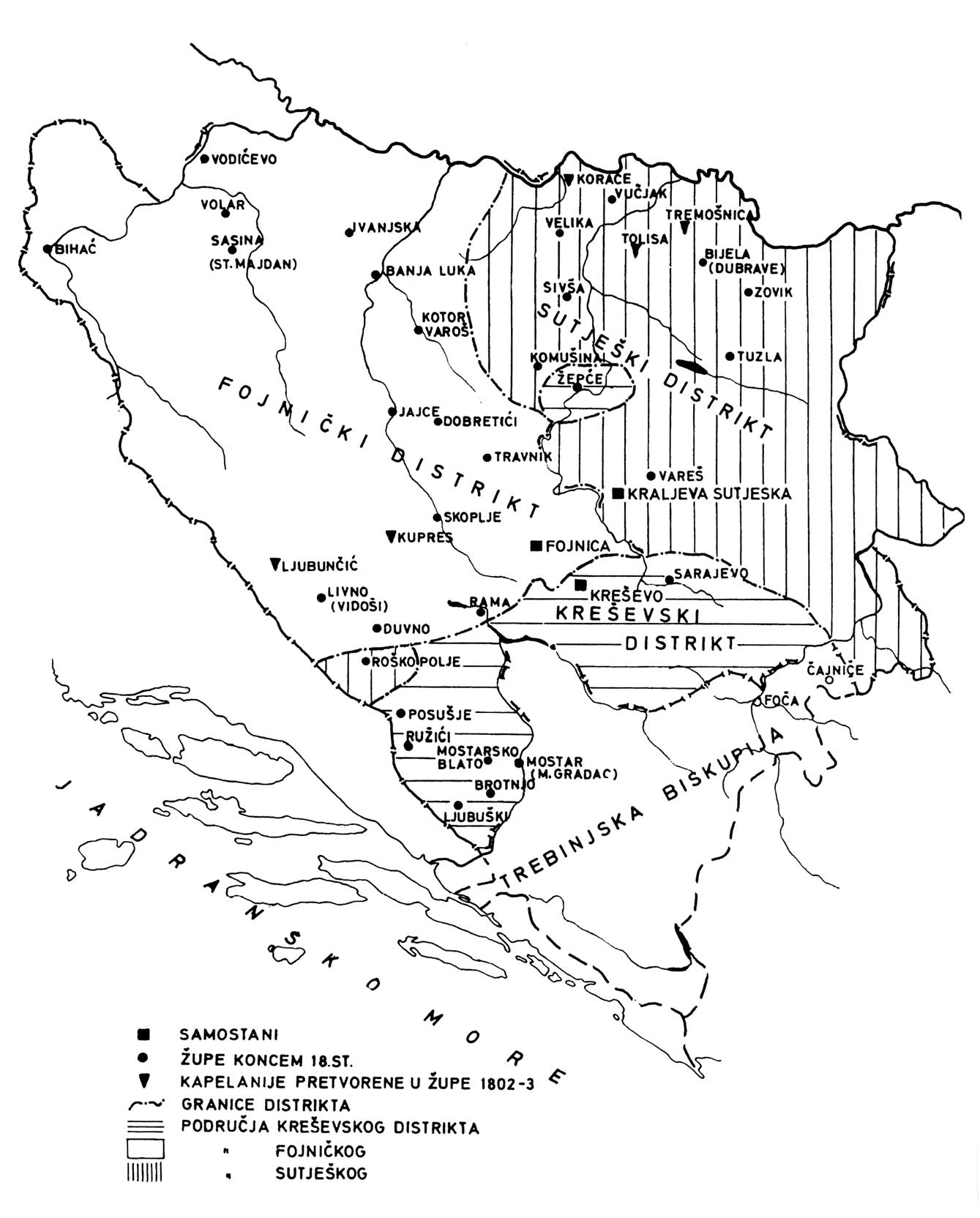
Apostolisches Vikariat (18. und 19. Jhd.)